# Encyclia garzonensis
Encyclia garzonensis är en orkidéart som beskrevs av Carl Leslie Withner. Encyclia garzonensis ingår i släktet Encyclia och familjen orkidéer. Inga underarter finns listade i Catalogue of Life.